# Alfred Sauvy

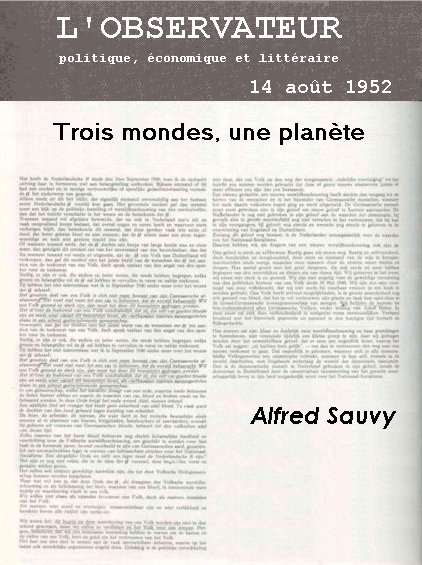
Alfred Sauvy, fue un destacado demógrafo y sociólogo francés. En 1952 creó el término "tercer mundo". (El diseño de la portada de la revista es ficticio).

Alfred Sauvy, (Villeneuve-de-la-Raho, Pirineos Orientales, Francia; 31 de octubre de 1898-París, 30 de octubre de 1990) fue un economista, demógrafo y sociólogo francés. Es el creador de la expresión "tercer mundo".

## Biografía
Alfred Sauvy nació en el seno de una familia de propietarios de tierras establecidos en Rosellón en la segunda mitad del siglo XVII. Luego de combatir durante la Primera Guerra Mundial (1914-1918), ingresó a la École polytechnique y se orienta hacia los estudios estadísticos. Discípulo de Maurice Halbwachs, adhiere a las tesis natalistas de Adolphe Landry. Fue consejero del gobierno de Paul Reynaud en 1938, y entre sus acciones más destacadas se encuentra la reforma de la semana de 40 horas establecida por el gobierno anterior de León Blum, a la que calificó más tarde de «el acto más demagógico cometido luego de la revocación del edicto de Nantes», un inmenso error.
En 1944 publicó 'LA POBLACIÓN Sus movimientos, sus leyes', donde aboga por una política natalista y contra toda forma de proteccionismo corporativo o sindical. Fue designado como director del Instituto Nacional de Estudios Demográficos (INED), cuando ese organismo fue creado en (1945), estableciendo un régimen de investigación multidisciplinaria. Lo dirigió hasta 1962, permaneciendo como director de la revista Población hasta 1975.
Creó el término «tercer mundo» (en el original «tiers monde») en un artículo titulado «Tres mundos, un planeta» publicado en la revista francesa L'Observateur el 14 de agosto de 1952. Asimilándolo al tercer estado de la Revolución francesa Sauvy llamó la atención sobre la existencia de un tercer mundo, «el más importante», de los países subdesarrollados, explotados y olvidados, al que el primer mundo capitalista y el segundo mundo comunista no prestaban atención. Hay que aclarar que, en francés, tiers monde significa tercer mundo en el sentido de tercero en una clasificación y no tercero a la hora de contar del uno al tres (troisième y tiers son sinónimos).
Fue colaborador activo del diario L'Express de Jean-Jacques Servan-Schreiber y asesor del gobierno de Pierre Mendès France (1954).
En ciencias económicas es reconocido por su teoría de la diferenciación, en la que sostiene que la incorporación de un progreso técnico en un sector de la actividad económica, al mecanizar la producción y generar ganancias de productividad, conduce a la transferencia de activos de ese sector hacia otros.
Nombrado en 1962 en el Collège de France, Alfred Sauvy se desempeñó hasta una edad avanzada como periodista de los diarios Le Monde y L'Expansion.

## Obras
- El análisis demográfico: conceptos, métodos, resultados. 1993. Consultado el 11 de diciembre de 2015.
- La población: su evaluación, movimientos y leyes. Oikos-Tau. 1991. Consultado el 11 de diciembre de 2015.
- La máquina y el paro: empleo y progreso técnico. Espasa Calpe. 1986. Consultado el 11 de diciembre de 2015.
- El trabajo negro y la economía de mañana. Editorial Planeta. 1985. Consultado el 11 de diciembre de 2015.